# 卢汉斯凯 (波洛希区)
卢汉斯凯（烏克蘭語：Луганське），是烏克蘭東南部扎波羅熱州波洛希區罗济夫卡市镇内的村落。處於卡拉特什河畔，距離羅濟夫卡1.5公里，面積1,070平方公里，海拔高度207米。